# Xinxing (sockenhuvudort i Kina, Hunan Sheng, lat 28,96, long 111,82)
Xinxing är en sockenhuvudort i Kina. Den ligger i provinsen Hunan, i den södra delen av landet, omkring 140 kilometer nordväst om provinshuvudstaden Changsha. Antalet invånare är 20 598. Befolkningen består av 10 208 kvinnor och 10 390 män. Barn under 15 år utgör 13,0 %, vuxna 15-64 år 74 %, och äldre över 65 år 12,0 %.
Runt Xinxing är det tätbefolkat, med 411 invånare per kvadratkilometer. Närmaste större samhälle är Changde, 17,2 km nordväst om Xinxing. Trakten runt Xinxing består till största delen av jordbruksmark.
Genomsnittlig årsnederbörd är 1 808 millimeter. Den regnigaste månaden är maj, med i genomsnitt 302 mm nederbörd, och den torraste är december, med 45 mm nederbörd.